# Expérience RAINEX

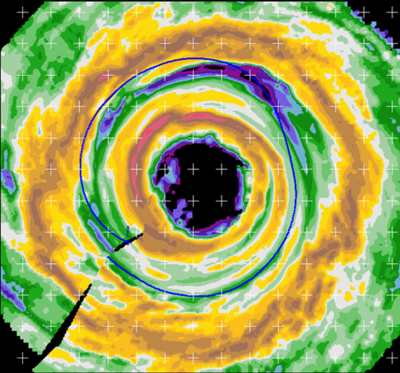
Structure de l'ouragan Rita notée par le radar météorologique ELDORA.

L’expérience RAINEX (Hurricane Rainband and Intensity Change Experiment) est une série de prises de données in situ de plusieurs ouragans visant à améliorer la prévision de leur intensité en mesurant les interactions entre les bandes de précipitations et les parois du mur de l'œil de ces cyclones tropicaux. RAINEX était une collaboration entre l'université de Miami (UM), l'école Rosenstiel de la science marine et atmosphérique (RSMAS), l'université de Washington, la NOAA et la Marine américaine.
L'expérience fut planifiée pour la saison cyclonique 2005 dans l'océan Atlantique nord qui se montra particulièrement active. Les ouragans Katrina, Ophelia et Rita purent ainsi faire partie de l'étude. Alors que Katrina et Rita furent des ouragans puissants de catégorie 5 qui causèrent  des dommages importants à la côte du golfe du Mexique, Ophelia fournit un contraste intéressant car il n'a jamais dépassé le stade de catégorie 1 de l'échelle de Saffir-Simpson.  

## Objectif

Quatre étapes de la vie d'un cyclone tropical.

La prévision de l'intensité des cyclones tropicaux est normalement basée sur la température de surface de la mer et la dynamique de la haute atmosphère ; facteurs utiles pour prédire son potentiel maximal. Lors de son cycle de vie, un cyclone tropical développe habituellement un œil distinct lorsque les vents maximums soutenus près du centre atteignent et dépassent 119 km/h. Il est caractérisé par un centre dépressionnaire où l'air est plus chaud que l'environnement à cause du mouvement ascensionnel dans les nuages convectifs qui forment le mur qui l'entoure. Un œil bien formé est donc un bon indicateur de l'intensité globale du cyclone et il est possible de mesurer l'augmentation de l'énergie du système par celle du moment cinétique (L) lorsque la distance (r) entre les particules en mouvement et le centre du vortex diminue ou que la vitesse angulaire (v) augmente. Il s'exprime comme :
{\displaystyle L=mvr\sin(\Theta )} où m est la masse d'un particule d'air et θ est l'angle par rapport à l'horizon.
Normalement, l'intensité d'une tempête subit de grandes fluctuations quotidiennes et l'intensité maximale potentielle d'un cyclone n'est généralement pas atteinte pour différentes raisons, en grande partie à cause du cycle cycle de remplacement du mur de l’œil. L'objectif principal de RAINEX était donc d'étudier in situ les fluctuations de l'intensité des vents et du diamètre de l’œil, ainsi que l'influence des interactions entre l'œil et les bandes de pluie. Une meilleure compréhension de la dynamique de cette région avant et pendant le remplacement du mur aidant à de meilleures prévisions d'intensité.
Les vols dans les ouragans permettent ainsi de voir et mesurer quatre étapes de la vie d'un cyclone tropical comme montré dans l'image : (i) formation de bandes d'orages en rotation autour d'un centre de base pression, (ii) formation de l’œil et intensification des bandes, (iii) formation d'un nouveau mur d’œil à partir des bandes de pluie et (iv) remplacement du vieux mur par le nouveau avec affaiblissement du cyclone.

## Appareillage

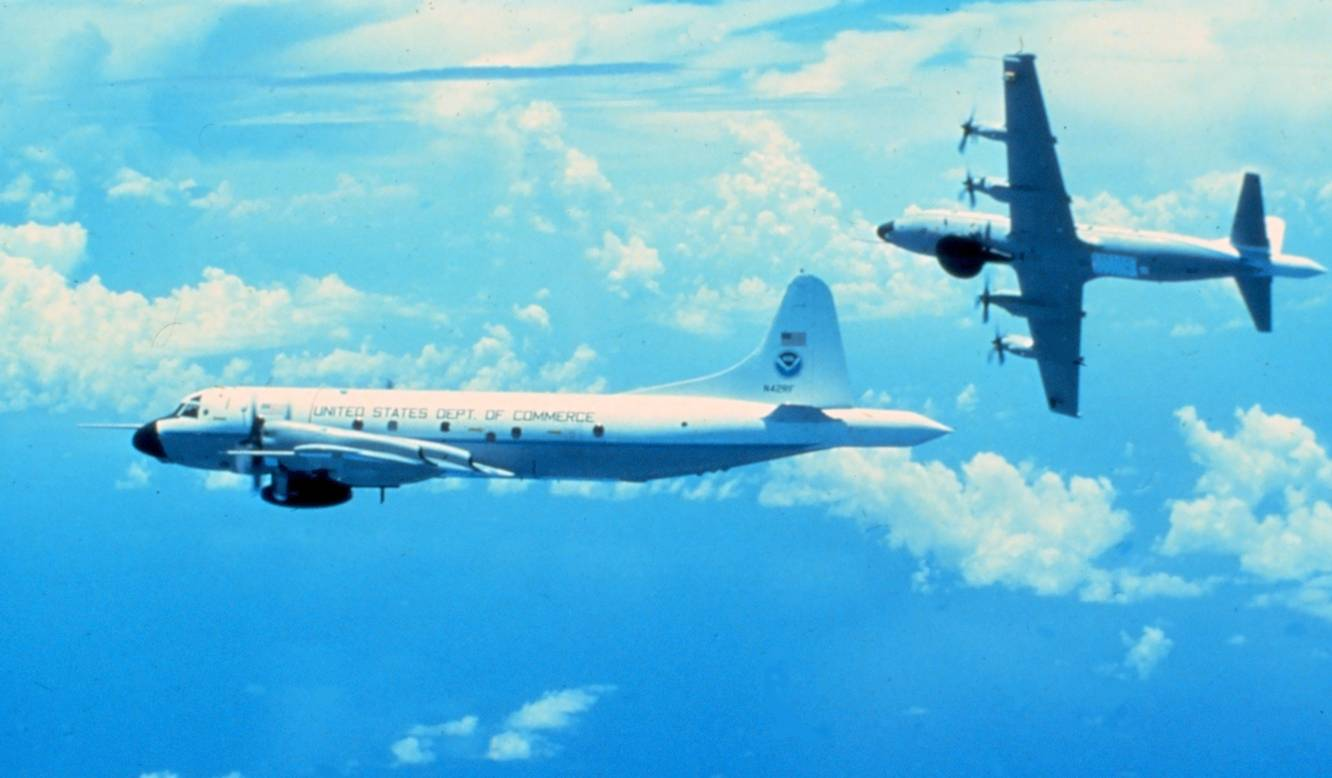
Deux des P-3 de la NOAA.

Trois avions chasseurs d'ouragans P-3 Orion firent 13 vols de reconnaissances dans les ouragans Katrina, Rita et Ophelia. Deux de ceux-ci, les WP-3D N42 et N43, appartenaient à la NOAA. Le N42 étaient équipés d'une antenne plate et fixe à l'arrière servant de radar météorologique Doppler à double faisceau,. Le N43 fut équipé d'une antenne parabolique pouvant fonctionner comme un radar double en alternant la direction de balayage entre l'avant et l'arrière de l'appareil. Les radars des avions NOAA avaient une résolution horizontale de 1,5 km. Le troisième P-3, appartenant au Naval Research Laboratory, fut équipé d'un radar ELDORA (radar Doppler Electra) qui fut le premier de ce type utilisé dans l'imagerie des cyclones tropicaux,. 
En plus des radars, chaque avion était équipé d'une grande quantité de catasondes qu'ils devaient laisser tomber toutes les 5 à 10 minutes le long du parcours de 30 à 65 km dans le cyclone. Au cours de l'étude, 302 catasondes furent déployées pour Katrina, 462 pour Ophelia et 503 pour Rita. Les aéronefs étaient basés au Centre d'opérations d'aéronef de la NOAA à la base des forces aériennes de MacDill à Tampa, Floride.
Toutes les informations furent recueillies et envoyées en temps réel au centre d'opérations de RAINEX au Rosenstiel School of Marine and Atmospheric Science (RSMAS) afin que l'équipe au sol puisse prévoir l'évolution de la tempête tropicale pour guider les équipages de vol et pour planifier les sorties suivantes. Les données furent ingérées dans un modèle numérique à haute résolution de la structure interne du tourbillon,. Les données furent également reprises en post-analyse dans des simulations à haute résolution du système de modélisation atmosphère-vagues-océan du RSMAS.

## Les tempêtes

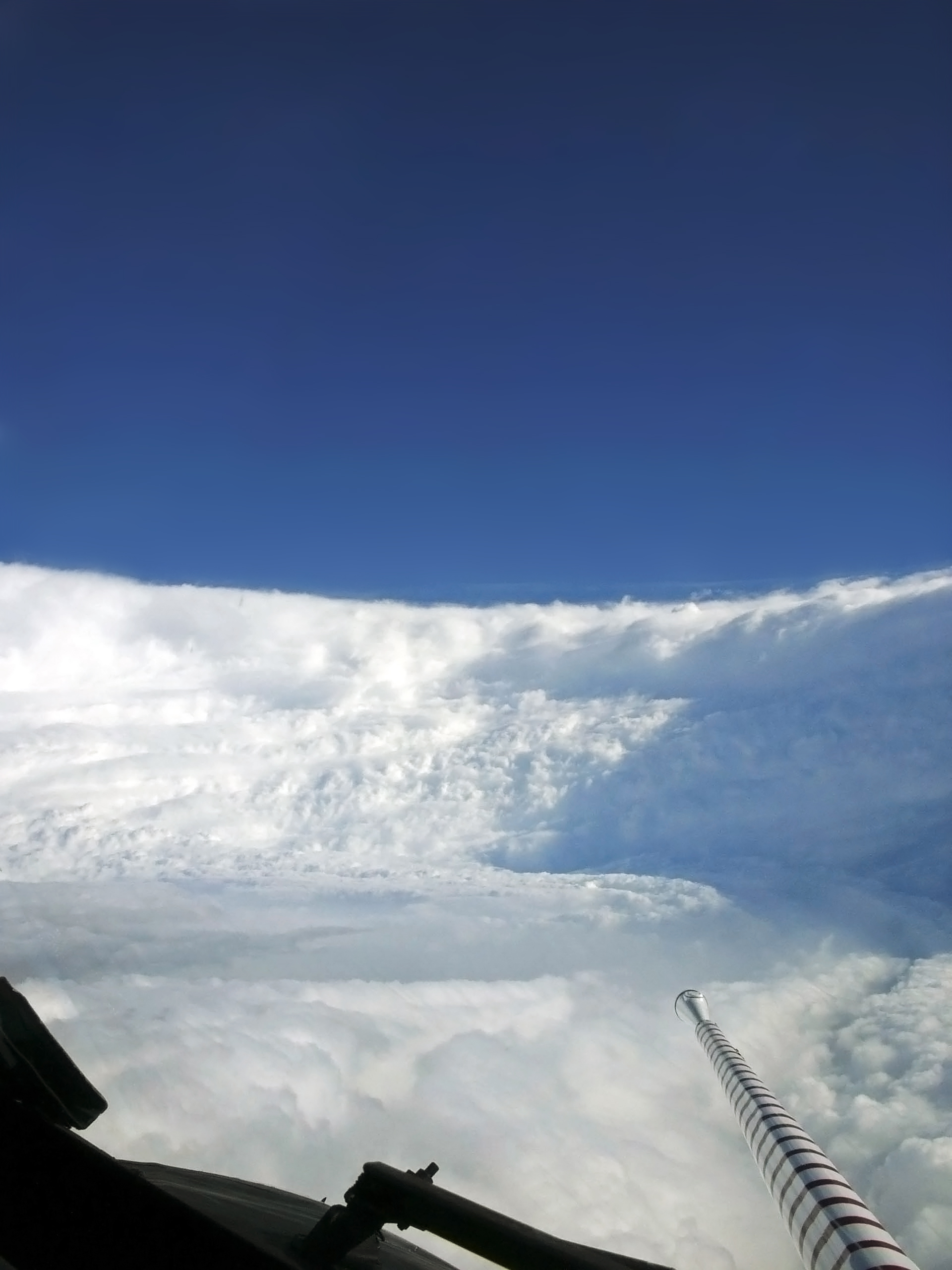
Vue depuis un avion P-3 Orion du mur de l’œil de l'ouragan Katrina

Parce que RAINEX fut planifié pour la saison des ouragans 2005, il a permis de sonder plusieurs ouragans notables tout à fait par hasard.
L'ouragan Katrina suivit une trajectoire très similaire à un autre ouragan de la même saison (ouragan Rita). Les vols de RAINEX eurent lieu les 25, 26, 27, 28 et 29 août 2005. Ils ont permis de suivre son évolution de tempête tropicale jusqu'à un ouragan de catégorie 5. Cependant, Katrina n'a pas subi le remplacement du mur de l’œil sur le golfe du Mexique.
L'ouragan Ophelia fut un cyclone intéressant à documenter en raison de sa longue durée et des fluctuations considérables de son intensité tout au long de son existence. Les vols de RAINEX dans l'ouragan eurent lieu les 6, 9 et 11 septembre 2005.
L'ouragan Rita fit à nouveau des dégâts importants dans le golfe du Mexique seulement un mois après Katrina. Il a subi un remplacement du mur de l’œil au moment où il est passé de la catégorie 5 sur l'échelle de Saffir-Simpson à la catégorie 3 juste avant de toucher la côte. Les vols dans l'ouragan Rita furent faits les 20, 21, 22 et 23 septembre 2005. Ils permirent observer le développement rapide de l'ouragan Rita de la catégorie 1 à la catégorie 5 et finalement par son cycle de remplacement et son affaiblissement.